# LG Wing
LG Wing 5G — це фаблет на базі Android, вироблений LG Electronics. Пристрій має поворотну конструкцію, де основний дисплей можна повертати, утворюючи Т-подібну форму, відкриваючи менший допоміжний дисплей. 5 квітня 2021 року LG оголосила, що закриває свій підрозділ мобільних телефонів і припиняє виробництво всіх інших пристроїв. LG зазначила, що телефон буде доступний до тих пір, поки наявні запаси не закінчаться. Це вважається останнім телефоном LG.

## Дизайн
LG Wing використовує анодовану алюмінієву раму зі скошеними краями; обидва дисплеї та задня панель захищені невизначеним склом. Нижній екран має поліформальдегід з високою мастильністю, який оточує передню панель. Є два кольори: Aurora Grey і Illusion Sky.
Його можна використовувати як звичайний смартфон у стані за замовчуванням або в будь-якій орієнтації в режимі повороту. Поворот головного дисплея за годинниковою стрілкою активує поворотний режим, де основний дисплей має альбомний режим, що показує дату і час, а також карусель додатків. На додаток до одночасного запуску двох програм, вторинний дисплей може діяти як кардан цифрової камери або елементи керування медіа.

### Шарнір
У телефоні використовується шарнір, який може повертатися на 90 градусів. Петля має подвійний механізм фіксації та фіксується двома пружинами, які направляють телефон у відкрите або закрите положення. Невеликий гідравлічний демпфер забезпечує більш точні рухи петлі. LG оцінила механізм, що підтримує до 200 000 використань.

## Технічні характеристики

### Апаратне забезпечення
LG Wing оснащений процесором Qualcomm Snapdragon 765G і графічним процесором Adreno 620. Він має 128 або 256 ГБ внутрішньої пам’яті UFS у поєднанні з 8 ГБ оперативної пам’яті LPDDR4X. Розширення карт MicroSD підтримується за допомогою гібридного слота для двох SIM-карт, до 1 ТБ.
Основний дисплей використовується спільно з Velvet і V60 ThinQ, 6,8" FHD+ P-OLED із співвідношенням сторін 41:18, а допоміжний — 3,9" G-OLED із співвідношенням сторін 31:27. На основному дисплеї також є підекранний оптичний сканер відбитків пальців. Ємність акумулятора становить 4000 мАг, його можна заряджати через USB-C потужністю до 25 Вт або бездротово через Qi до 13 Вт.

#### Камера
Масив камер розташований в кутку з прямокутним виступом, в якому розміщено три камери. Задні камери подібні до камер V60, з ідентичними датчиками на 64 МП і надширокому на 13 Мп. Третя камера — це додатковий надширокий датчик на 12 Мп, який використовується для підвісу цифрової камери. Фронтальну камеру приховує моторизований спливаючий механізм і використовує сенсор на 32 Мп.

### Програмне забезпечення
LG Wing працює на ОС Android 11. Wing використовує UX 10 від LG.